# كيسوكي أوساكو
كيسوكي أوساكو (大迫 敬介) (28 يوليو 1999 في إيزومي في اليابان – )؛ هو لاعب كرة قدم كان يلعب كحارس مرمى.

## وصلات خارجية
- كيسوكي أوساكو على موقع رابطة كرة القدم اليابانية للمحترفين (اليابانية)
- كيسوكي أوساكو على موقع إي إس بي إن إف سي (الإنجليزية)
- كيسوكي أوساكو على موقع قاعدة بيانات كرة القدم.إي يو (الإنجليزية)
- كيسوكي أوساكو على موقع ناشيونال فوتبول تيمز (الإنجليزية)
- كيسوكي أوساكو على موقع Soccerbase.com (لاعب) (الإنجليزية)
- كيسوكي أوساكو على موقع Soccerway.com (الإنجليزية)
- كيسوكي أوساكو على موقع عالم كرة القدم.نت (الإنجليزية)
- كيسوكي أوساكو على موقع أوليمبيديا (الإنجليزية)